# AFC Cup 2017
De AFC Cup 2017 was de veertiende editie van de AFC Cup een jaarlijks voetbaltoernooi voor clubs uit Azië. Het toernooi wordt georganiseerd door de Asian Football Confederation
Al-Quwa Al-Jawiya uit Irak prolongeerde zijn titel uit 2016.

## Schema
Het schema is als volgt (W: West-Azië; C: Centraal-Azië; S: Zuid-Azië; A: ASEAN Zone; E: Oost-Azië).
| Fase          | Ronde                             | Loting                                     | 1e wedstrijd                                        | 2e wedstrijd                                        |
| ------------- | --------------------------------- | ------------------------------------------ | --------------------------------------------------- | --------------------------------------------------- |
| Kwalificaties | Kwalficatieronde                  | 17 juni 2016                               | 19–25 augustus 2016                                 | 19–25 augustus 2016                                 |
| Voorrondes    | Voorronde                         | Geen loting                                | 31 januari 2017 (C, S)                              | 7 februari 2017 (C, S)                              |
| Play-off fase | Play-off ronde                    | Geen loting                                | 30–31 januari 2017 (W, A), 21 februari 2017 (C, S)  | 6–7 februari 2017 (W, A), 28 februari 2017 (C, S)   |
| Groepsfase    | Speeldag 1                        | 13 december 2016 (Petaling Jaya, Maleisië) | 20–22 februari 2017 (W, A), 14 maart 2017 (C, S, E) | 20–22 februari 2017 (W, A), 14 maart 2017 (C, S, E) |
| Groepsfase    | Speeldag 2                        | 13 december 2016 (Petaling Jaya, Maleisië) | 6–8 maart 2017 (W, A), 4 april 2017 (C, S, E)       | 6–8 maart 2017 (W, A), 4 april 2017 (C, S, E)       |
| Groepsfase    | Speeldag 3                        | 13 december 2016 (Petaling Jaya, Maleisië) | 13–15 maart 2017 (W, A), 18–19 april 2017 (C, S, E) | 13–15 maart 2017 (W, A), 18–19 april 2017 (C, S, E) |
| Groepsfase    | Speeldag 4                        | 13 december 2016 (Petaling Jaya, Maleisië) | 3–5 april 2017 (W, A), 3 mei 2017 (C, S, E)         | 3–5 april 2017 (W, A), 3 mei 2017 (C, S, E)         |
| Groepsfase    | Speeldag 5                        | 13 december 2016 (Petaling Jaya, Maleisië) | 17–19 april 2017 (W, A), 17 mei 2017 (C, S, E)      | 17–19 april 2017 (W, A), 17 mei 2017 (C, S, E)      |
| Groepsfase    | Speeldag 6                        | 13 december 2016 (Petaling Jaya, Maleisië) | 1–3 mei 2017 (W, A), 31 mei 2017 (C, S, E)          | 1–3 mei 2017 (W, A), 31 mei 2017 (C, S, E)          |
| Eindfase      | Regionale halve finales           | 13 december 2016 (Petaling Jaya, Maleisië) | 16–17, 22 mei 2017 (W, A)                           | 29–31 mei 2017 (W, A)                               |
| Eindfase      | Regionale finale                  | 6 juni 2017 (Kuala Lumpur, Maleisië)       | 2 augustus 2017 (A), 12 september 2017 (W)          | 9 augustus 2017 (A), 26 september 2017 (W)          |
| Eindfase      | Halve finales Inter-zone play-off | 6 juni 2017 (Kuala Lumpur, Maleisië)       | 22–23 augustus 2017                                 | 12–13 september 2017                                |
| Eindfase      | Finale Inter-zone play-off        | 6 juni 2017 (Kuala Lumpur, Maleisië)       | 27 september 2017                                   | 18 oktober 2017                                     |
| Eindfase      | Finale                            | 6 juni 2017 (Kuala Lumpur, Maleisië)       | 4 november 2017                                     | 4 november 2017                                     |

## Kwalificaties

### Extra voorronde

#### Groep A
| Ploeg            | Gsp | G | GL | V | DV | DT | DS | Pts |
| ---------------- | --- | - | -- | - | -- | -- | -- | --- |
| Dordoi           | 2   | 2 | 0  | 0 | 4  | 1  | +3 | 6   |
| Benfica de Macau | 2   | 1 | 0  | 1 | 5  | 4  | +1 | 3   |
| Rovers           | 2   | 0 | 0  | 2 | 2  | 6  | -4 | 0   |

#### Groep B
| Ploeg           | Gsp | G | GL | V | DV | DT | DS | Pts |
| --------------- | --- | - | -- | - | -- | -- | -- | --- |
| Three Star Club | 2   | 1 | 1  | 0 | 3  | 1  | +0 | 4   |
| Erchim          | 2   | 1 | 0  | 1 | 1  | 2  | -1 | 3   |
| Nagaworld       | 2   | 0 | 1  | 1 | 1  | 2  | -1 | 1   |

#### Groep C
| Ploeg         | Gsp | G | GL | V | DV | DT | DS | Pts |
| ------------- | --- | - | -- | - | -- | -- | -- | --- |
| Tertons       | 2   | 1 | 1  | 0 | 4  | 3  | +1 | 4   |
| Tatung        | 2   | 0 | 2  | 0 | 1  | 1  | 0  | 2   |
| Sheikh Russel | 2   | 0 | 1  | 1 | 4  | 5  | -1 | 1   |

### Voorronde play-off
| Team 1             | Tot.               | Team 2             | 1e wedstr.         | 2e wedstr.         |
| Zone Centraal-Azië | Zone Centraal-Azië | Zone Centraal-Azië | Zone Centraal-Azië | Zone Centraal-Azië |
| ------------------ | ------------------ | ------------------ | ------------------ | ------------------ |
| Shaheen Asmayee    | 0–1                | Khosilot           | 0-1                | 0-0                |
| Dordoi             | 3–2                | Balkan             | 1-1                | 2-1                |
| Zone Zuid-Azië     |                    |                    |                    |                    |
| Colombo            | 2–4                | Mohun Bagan        | 1-2                | 1-2                |
| Thimphu City       | 0–3                | Club Valencia      | 0-0                | 0-3                |

### Play-offronde
De vijf winnaars plaatsen zich voor de groepsfase.
| Team 1             | Tot.           | Team 2         | 1e wedstr.     | 2e wedstr.     |
| Zone West-Azië     | Zone West-Azië | Zone West-Azië | Zone West-Azië | Zone West-Azië |
| ------------------ | -------------- | -------------- | -------------- | -------------- |
| Shabab Al-Khalil   | 3–4            | Al-Suwaiq      | 2-1            | 1-3            |
| Zone Centraal-Azië |                |                |                |                |
| Dordoi             | 2–1            | Khosilot       | 1-0            | 1-1            |
| Zone Zuid-Azië     |                |                |                |                |
| Club Valencia      | 2–5            | Mohun Bagan    | 1-1            | 1-4            |
| ASEAN Zone         |                |                |                |                |
| Phnom Penh Crown   | 3–7            | Home United    | 3-4            | 0-3            |
| Boeung Ket Angkor  | 2–1            | Lao Toyota     | 1-1            | 1-0            |

## Groepsfase
De loting voor de groepsfase vond plaats op 13 december 2016, 14:30 (UTC+8), in het Hilton Petaling Jaya in Petaling Jaya, Maleisie.

### Groep A
| Ploeg     | Gsp | G | GL | V | DV | DT | DS | Pnt | Kwalificatie |
| --------- | --- | - | -- | - | -- | -- | -- | --- | ------------ |
| Al-Zawraa | 6   | 3 | 3  | 0 | 9  | 3  | +6 | 12  | Regionale HF |
| Al-Jaish  | 6   | 3 | 0  | 3 | 6  | 9  | -3 | 9   |              |
| Al-Ahli   | 6   | 1 | 3  | 2 | 4  | 5  | -1 | 6   |              |
| Al-Suwaiq | 6   | 1 | 2  | 3 | 2  | 5  | -2 | 5   |              |

### Groep B
| Ploeg             | Gsp | G | GL | V | DV | DT | DS  | Pnt | Kwalificatie |
| ----------------- | --- | - | -- | - | -- | -- | --- | --- | ------------ |
| Al-Quwa Al-Jawiya | 6   | 3 | 3  | 0 | 6  | 2  | +4  | 12  | Regionale HF |
| Al-Wahda          | 6   | 3 | 2  | 1 | 10 | 3  | +7  | 11  | Regionale HF |
| Hidd SCC          | 6   | 3 | 0  | 3 | 8  | 5  | +3  | 9   |              |
| Al-Safa           | 6   | 0 | 1  | 5 | 1  | 15 | -14 | 1   |              |

### Groep C
| Ploeg       | Gsp | G | GL | V | DV | DT | DS | Pnt | Kwalificatie |
| ----------- | --- | - | -- | - | -- | -- | -- | --- | ------------ |
| Al-Wehdat   | 6   | 3 | 3  | 0 | 9  | 6  | +3 | 12  | Regionale HF |
| Al-Muharraq | 6   | 3 | 1  | 2 | 9  | 8  | +1 | 10  |              |
| Saham       | 6   | 2 | 1  | 3 | 9  | 9  | 0  | 7   |              |
| Al-Nejmeh   | 6   | 1 | 1  | 4 | 5  | 9  | -4 | 4   |              |

### Groep D
| Ploeg        | Gsp | G | GL | V | DV | DT | DS  | Pnt | Kwalificatie           |
| ------------ | --- | - | -- | - | -- | -- | --- | --- | ---------------------- |
| Istiklol     | 5   | 4 | 1  | 0 | 14 | 4  | +10 | 13  | Halve finale interzone |
| Altyn Asyr   | 5   | 4 | 1  | 0 | 12 | 3  | +9  | 13  |                        |
| Dordoi (E)   | 5   | 1 | 0  | 4 | 2  | 11 | -9  | 3   |                        |
| Alay Osh (E) | 5   | 0 | 0  | 5 | 4  | 14 | -10 | 0   |                        |

### Groep E
| Ploeg             | Gsp | G | GL | V | DV | DT | DS | Pnt | Kwalificatie           |
| ----------------- | --- | - | -- | - | -- | -- | -- | --- | ---------------------- |
| Bengaluru         | 6   | 5 | 0  | 2 | 7  | 6  | +1 | 12  | Halve finale interzone |
| Maziya            | 6   | 4 | 0  | 2 | 10 | 4  | +8 | 12  |                        |
| Mohun Bagan (E)   | 6   | 2 | 1  | 3 | 10 | 11 | -1 | 7   |                        |
| Dhaka Abahani (E) | 6   | 1 | 1  | 4 | 4  | 10 | -6 | 5   |                        |

### Groep F
| Ploeg              | Gsp | G | GL | V | DV | DT | DS  | Pnt | Kwalificatie           |
| ------------------ | --- | - | -- | - | -- | -- | --- | --- | ---------------------- |
| Global Cebu        | 6   | 5 | 0  | 1 | 13 | 9  | +4  | 15  | Regionale Halve finale |
| Johor Darul Ta'zim | 6   | 4 | 1  | 1 | 16 | 5  | +11 | 13  | Regionale Halve finale |
| Boeung Ket Angkor  | 6   | 1 | 1  | 4 | 3  | 12 | -9  | 4   |                        |
| Magwe              | 6   | 0 | 2  | 4 | 5  | 11 | -6  | 2   |                        |

### Groep G
| Ploeg           | Gsp | G | GL | V | DV | DT | DS | Pnt | Kwalificatie           |
| --------------- | --- | - | -- | - | -- | -- | -- | --- | ---------------------- |
| Ceres-Negros    | 6   | 3 | 2  | 1 | 16 | 8  | +8 | 11  | Regionale Halve finale |
| Hà Nội T&T      | 6   | 3 | 2  | 1 | 14 | 10 | +4 | 11  |                        |
| Tampines Rovers | 6   | 2 | 0  | 4 | 8  | 17 | -9 | 6   |                        |
| Felda United    | 6   | 1 | 2  | 3 | 7  | 10 | -3 | 5   |                        |

### Groep H
| Ploeg           | Gsp | G | GL | V | DV | DT | DS | Pnt | Kwalificatie           |
| --------------- | --- | - | -- | - | -- | -- | -- | --- | ---------------------- |
| Home United     | 4   | 3 | 0  | 1 | 12 | 8  | +4 | 9   | Regionale Halve finale |
| Than Quảng Ninh | 4   | 1 | 1  | 2 | 10 | 9  | +1 | 4   |                        |
| Yadanarbon      | 4   | 1 | 1  | 2 | 3  | 8  | -5 | 4   |                        |

### Groep I
| Ploeg     | Gsp | G | GL | V | DV | DT | DS  | Pnt | Kwalificatie           |
| --------- | --- | - | -- | - | -- | -- | --- | --- | ---------------------- |
| 25 April  | 4   | 2 | 2  | 0 | 14 | 3  | +11 | 8   | Halve finale interzone |
| Kigwancha | 4   | 2 | 2  | 0 | 9  | 8  | +1  | 8   |                        |
| Erchim    | 4   | 0 | 0  | 4 | 0  | 21 | -21 | 0   |                        |

## Eindfase
De loting voor de eindfase vond plaats op 6 juni 2017 in Kuala Lumpur , Maleisië

### Regionale halve finales
| Team 1             | Tot.           | Team 2         | 1e wedstr.     | 2e wedstr.     |
| West-Azië Zone     | West-Azië Zone | West-Azië Zone | West-Azië Zone | West-Azië Zone |
| ------------------ | -------------- | -------------- | -------------- | -------------- |
| Al-Quwa Al-Jawiya  | 2–1            | Al-Zawraa      | 1-1            | 1-0            |
| Al-Wahda           | 4–2            | Al-Wehdat      | 4-1            | 0-1            |
| ASEAN Zone         |                |                |                |                |
| Global Cebu        | 4–5            | Home United    | 2-2            | 2-3            |
| Johor Darul Ta'zim | 4–4 (U)        | Ceres–Negros   | 3-2            | 1-2            |

### Regionale finales
De winnaar van de West-Aziëzone plaatst zich direct voor de finale, terwijl de winnaar van de ASEAN-zone zich plaatst voor de interzone play-offs.
| Team 1         | Tot.           | Team 2            | 1e wedstr.     | 2e wedstr.     |
| West-Azië Zone | West-Azië Zone | West-Azië Zone    | West-Azië Zone | West-Azië Zone |
| -------------- | -------------- | ----------------- | -------------- | -------------- |
| Al-Wahda       | 2-2 (U)        | Al-Quwa Al-Jawiya | 2-1            | 0-1            |
| ASEAN Zone     |                |                   |                |                |
| Home United    | 2–3            | Ceres–Negros      | 2-1            | 0-2            |

### Halve finale Inter-zone play-off
The draw for the Inter-zone play-off semi-finals was held on 6 June 2017. In the Inter-zone play-off semi-finals, the four zonal winners other than the West Asia Zone play in two ties, i.e., the winner of the Central Asia Zone (Group D), the winner of the South Asia Zone (Group E), the winner of the East Asia Zone (Group I), and the winner of the ASEAN Zonal final (whose identity is not known at the time of the draw), with the matchups and order of legs decided by draw.
| Team 1       | Tot. | Team 2       | 1e wedstr. | 2e wedstr. |
| ------------ | ---- | ------------ | ---------- | ---------- |
| Istiklol     | 5–1  | Ceres–Negros | 4-0        | 1-1        |
| Bengaluru FC | 3–0  | 25 April     | 3-0        | 0-0        |

### Finale Play-off Inter-zone
In de Finale Play-off Inter-zone spelen de twee winnaars van de Halve finale Play-off Inter-zone tegen elkaar. De winnaar plaatst zich voor de finale.
| Team 1   | Tot. | Team 2       | 1e wedstr. | 2e wedstr. |
| -------- | ---- | ------------ | ---------- | ---------- |
| Istiklol | 3-2  | Bengaluru FC | 1-0        | 2-2        |

### Finale
| Team 1   | Res. | Team 2            |
| -------- | ---- | ----------------- |
| Istiklol | 0-`1 | Al-Quwa Al-Jawiya |

|                             |          |            |                   | |
| 4 november 2017 18:00 UTC+5 | Istiklol | 0-1        | Al-Quwa Al-Jawiya | Hisor Central Stadium, Hisor Toeschouwers: 20.000 Scheidsrechter: Mohammed Abdulla Hassan Mohamed ( Verenigde Arabische Emiraten) |
| 4 november 2017 18:00 UTC+5 |          | Mohsin 68' |                   | Hisor Central Stadium, Hisor Toeschouwers: 20.000 Scheidsrechter: Mohammed Abdulla Hassan Mohamed ( Verenigde Arabische Emiraten) |